# 社会主义力量联盟
社会主义力量联盟（阿拉伯语：تحالف القوى الاشتراكية）是埃及的一个左翼政党联盟。该联盟成立于2011年5月10日，由5个左翼政党组成，它们是：埃及共产党、社会主义人民联盟党、革命社会主义者、埃及社会党和工人民主党。该联盟成立时，约有成员5000名。